# 2428 Kamenyar
A 2428 Kamenyar (ideiglenes jelöléssel 1977 RZ6) a Naprendszer kisbolygóövében található aszteroida. Nyikolaj Sztyepanovics Csernih fedezte fel 1977. szeptember 11-én.Ivan Franko ukrán költőről, annak egyik írói álneve (Kamenyar) után nevezték el.